# Andriej Aleksandrowicz Romanow
Andriej Aleksandrowicz Romanow, ros. Андрей Александрович Романов (ur. 24 stycznia 1897 w Petersburgu, zm. 8 maja 1981 w Faversham) – rosyjski arystokrata, książę krwi imperatorskiej.

## Życiorys
Przyszedł na świat jako drugie dziecko i najstarszy syn Aleksandra Michajłowicza (1866–1933) i Kseni Aleksandrowny (1875–1960) Romanowów, wielkich książąt, za panowania swojego wuja Mikołaja II (1868–1918). Wychowywał się w Pałacu Zimowym wraz z licznym rodzeństwem, starszą siostrą Ireną (1895–1970) oraz młodszymi braćmi: Fiodorem (1898–1968), Nikitą (1900–1974), Dymitrem (1900–1981), Rościsławem (1902–1978) i Wasylem (1907–1988). Pomimo że ze strony matki był wnukiem cara Aleksandra III, to przy narodzinach otrzymał tytuł księcia krwi imperatorskiej jako carski prawnuk, zgodnie z rosyjskim prawem dziedziczenia tronu. Jednak dzięki usilnym prośbom babki Marii Fiodorownej (1847–1928) jego narodziny zostały ogłoszone przez salwę honorową z 21 dział, co było zarezerwowane wyłącznie dla wielkich książąt. Otrzymał staranne wykształcenie domowe, właściwe członkom rodziny cesarskiej. Biegle władał językiem angielskim i francuskim. W wieku nastoletnim wiele podróżował po Europie, dołączając w Biarritz do swojego wuja Edwarda VII. W 1906–1910 przebywał wraz z rodziną na emigracji w południowej Francji, co było podyktowane konfliktem jego ojca z carem, wobec niepowodzeń w wojnie z Japonią.
W 1915 wstąpił do Marynarki Wojennej, służąc pod bezpośrednim dowództwem ojca. W 1916 został przeniesiony do Gwardii Cesarskiej, otrzymując awans na porucznika z przydziałem do szwadronu szwoleżerów. W czasie służby wypełniał obowiązki adiutanta dworu, towarzysząc carowej i jej córkom w podróżach po kraju. Jeszcze w styczniu 1917 ochraniał Aleksandrę Fiodorownę w czasie jej wizyty w Nowogrodzie Wielkim, po czym został zwolniony 16 czerwca 1917.
Wobec ustanowienia republiki w wyniku rewolucji lutowej, w 1917 przeniósł się do posiadłości ojca Ai-Todor na Krymie. Tam poznał Elżbietę di Sasso-Ruffo (1886–1940), którą poślubił w 1918. Po przejęciu władzy przez bolszewików w wyniku rewolucji październikowej, Andriej wraz z rodziną został internowany w znajdującym się w Koreizie pałacu Dulber, majątku należącym do Piotra Nikołajewicza Romanowa. W grudniu t.r. zostali uwolnieni przez wojska niemieckie, które zajęły półwysep, po czym opuścił Rosję, aby wziąć udział w konferencji pokojowej w Paryżu. Nie otrzymawszy formalnego mandatu do delegacji rosyjskiej, skupił się na działalności dyplomatycznej mającej na celu wsparcie Białej Armii.
Pozostał na emigracji, zamieszkując początkowo w Paryżu, następnie w Cannes, aby ostatecznie osiąść w Windsor. Szybko został włączony do kręgów towarzyskich lokalnej społeczności, gdzie pełnił wiele funkcji reprezentacyjnych w organizacjach kulturalnych i charytatywnych oraz samorządzie gminnym (m.in. 1955–1981: namiestnik Wielkiego Magisterium Prawosławnego Zakonu Joannitów, 1960–1981: przewodniczący zarządu Legat Ballet). Obok działalności społecznej poświęcał się projektowaniu graficznemu i typografii; zorganizował po dwie wystawy autorskie swoich prac w Paryżu i Londynie. W Anglii zastał go wybuch II wojny światowej. W czasie jednego z bombardowań w 1940 zmarła jego żona. Ponownie ożenił się w 1942 z Nadine McDoughall (1908–2000), po czym zamieszkał w jej posiadłości w Faversham. Zmarł w 1981 i został pochowany w kościele w Norton.

## Rodzina
Po raz pierwszy Andriej Aleksandrowicz Romanow ożenił się 12 czerwca 1918 w Ai-Todor z Elżbietą di Sasso-Ruffo (1886–1940), córką Fabrizia, księcia Sasso-Ruffo i Natalii Aleksandrowny Meszerskiej, wdową po gen. Aleksandrze Aleksandrowiczu Friedericim (1878–1916). Małżeństwo wychowywało córkę Elżbiety z pierwszego związku, Jelizawietę Aleksandrownę, doczekawszy się też trojga wspólnych dzieci:
- Ksenia Andriejewna (1919–2000) x 1) Calhoun Ancrum (1915–1990), 2) Geoffrey Tooth (1908–1998)[6].
- Michał Andriejewicz (1920–2008) x 1) Jill Murphy (1921–2006), 2) Shirley Cramond (1916–1983), 3) Giulia Crespi (b. 1930)[6].
- Andriej Andriejewicz (1923–2021) x 1) Helena Konstantinowna Durnowa (1927–1992), 2) Kathleen Norris (1935–1967), 3) Agnieszka Bachelin (ur. 1933)[6].

Andriej Aleksandrowicz ponownie ożenił się 18 czerwca 1942 w Norton z Nadine Sylvią Adą McDoughall (1908–2000), córką ppłk. Herberta McDoughalla i Sylvii Borgström. Ślubu w obrządku anglikańskim udzielił im abp William Temple. 21 września t.r. ponowili ślub w obrządku prawosławnym, której ceremonii błogosławił archimandryta Mikołaj. Z tego związku pochodzi jedyna córka:
- Olga Andriejewna (ur. 1950) x Thomas Mathew (ur. 1945)[6].

## Odznaczenia
- Baliw Wielkiego Krzyża Honoru i Dewocji w Posłuszeństwie (1955)

## Genealogia
| Prapradziadkowie                           | car Rosji Paweł (1754-1801) ∞1776 Maria Fiodorowna (1759–1828)                              | kr. Prus Fryderyk Wilhelm III (1770–1840) ∞ 1793 Ludwika Augusta Meklemburska (1776–1810)   | w. ks. Badenii Karol Fryderyk (1728–1811) ∞ 1787 Ludwika Karolina von Hochberg (1768–1820)  | kr. Szwecji Gustaw IV Adolf (1778–1837) ∞1797 Fryderyka Dorota von Hochberg (1781–1826)     | car Rosji Mikołaj I Pałkin (1796–1855) ∞1817 Aleksandra Fiodorowna (1798–1860)              | w. ks. Hesji Ludwik II (1777–1848) ∞1804 Wilhelmina Ludwika Badeńska (1788–1836)            | Fryderyk Wilhelm Glücksburg(1785–1831) ∞1810 Ludwika Karolina Heska (1789–1867)             | Wilhelm Heski(1787–1867) ∞1810 Ludwika Karolina Oldenburg (1789–1864)                       |
| Pradziadkowie                              | car Rosji Mikołaj I Pałkin (1796–1855) ∞1817 Aleksandra Fiodorowna (1798–1860)              | car Rosji Mikołaj I Pałkin (1796–1855) ∞1817 Aleksandra Fiodorowna (1798–1860)              | w. ks. Badenii Leopold (1790–1852) ∞ 1819 Zofia Wilhelmina von Holstein-Gottorp (1801–1865) | w. ks. Badenii Leopold (1790–1852) ∞ 1819 Zofia Wilhelmina von Holstein-Gottorp (1801–1865) | car Rosji Aleksander II (1818–1881) ∞1841 Maria Aleksandrowna (1824–1880)                   | car Rosji Aleksander II (1818–1881) ∞1841 Maria Aleksandrowna (1824–1880)                   | kr. Danii Chrystian IX (1818–1906) ∞1842 Ludwika Wilhelmina Heska (1817–1898)               | kr. Danii Chrystian IX (1818–1906) ∞1842 Ludwika Wilhelmina Heska (1817–1898)               |
| Dziadkowie                                 | Michał Nikołajewicz Romanow (1832–1909) ∞1857 Olga Fiodorowna (1838–1891)                   | Michał Nikołajewicz Romanow (1832–1909) ∞1857 Olga Fiodorowna (1838–1891)                   | Michał Nikołajewicz Romanow (1832–1909) ∞1857 Olga Fiodorowna (1838–1891)                   | Michał Nikołajewicz Romanow (1832–1909) ∞1857 Olga Fiodorowna (1838–1891)                   | car Rosji, Aleksander III (1845–1894) ∞1866 Maria Fiodorowna (1847–1928)                    | car Rosji, Aleksander III (1845–1894) ∞1866 Maria Fiodorowna (1847–1928)                    | car Rosji, Aleksander III (1845–1894) ∞1866 Maria Fiodorowna (1847–1928)                    | car Rosji, Aleksander III (1845–1894) ∞1866 Maria Fiodorowna (1847–1928)                    |
| Rodzice                                    | Aleksander Michajłowicz Romanow (1866–1933) ∞1894 Ksenia Aleksandrowna Romanowa (1875–1960) | Aleksander Michajłowicz Romanow (1866–1933) ∞1894 Ksenia Aleksandrowna Romanowa (1875–1960) | Aleksander Michajłowicz Romanow (1866–1933) ∞1894 Ksenia Aleksandrowna Romanowa (1875–1960) | Aleksander Michajłowicz Romanow (1866–1933) ∞1894 Ksenia Aleksandrowna Romanowa (1875–1960) | Aleksander Michajłowicz Romanow (1866–1933) ∞1894 Ksenia Aleksandrowna Romanowa (1875–1960) | Aleksander Michajłowicz Romanow (1866–1933) ∞1894 Ksenia Aleksandrowna Romanowa (1875–1960) | Aleksander Michajłowicz Romanow (1866–1933) ∞1894 Ksenia Aleksandrowna Romanowa (1875–1960) | Aleksander Michajłowicz Romanow (1866–1933) ∞1894 Ksenia Aleksandrowna Romanowa (1875–1960) |
| Andriej Aleksandrowicz Romanow (1897–1981) |                                                                                             |                                                                                             |                                                                                             |                                                                                             |                                                                                             |                                                                                             |                                                                                             |                                                                                             |